# Jim Brasco
James J. Brasco, detto Jim (Brooklyn, 3 febbraio 1931 – Huntington, 21 marzo 2014), è stato un cestista statunitense, professionista nella NBA e nella ABL.

## Carriera
Venne selezionato dai Syracuse Nationals nel Draft NBA 1952.